# Črna škatla (tehnika)
Črna škatla je tehniški žargonski izraz za napravo ali za sistem, oziroma predmet, katerega notranje zgradbe in delovanja ne poznamo ali nas ne zanima. O škatli vemo predvsem to, kakšen vhod zahteva in kakšen izhod dobimo. Tu in tam lahko skoraj vse smatramo za črno škatlo - na primer tranzistor, Internet. Črne škatle uporabljamo še: 
- v elektroniki, zaprt kos nadomestljive opreme—glej ?? (line-replaceable unit).
- v računalništvu in programskem inženirstvu, preskus s črno škatlo se uporablja za preverjanje ali je izhod programa pričakovan glede na dane določene vhode. Izraz črna škatla se uporablja, ker se izvršnega programa ne preverja.
- v računanju je v splošnem »program črna škatla« takšen, da uporabnik ne more videti njenega notranjega delovanja (je zaprtokodni program).
- kot mejni primer v matematičnem modeliranju.
- pri uporabah v filozofiji in  psihologiji, glej teorija črne škatle in  behaviorizem.
- v konstruiranju kot pojem funkcije med vhodnimi, izhodnimi veličinami in njihovim stanjem v nekem sistemu, ki izpoljnjuje zadano nalogo.

Nasprotju takšne vrste črne škatle rečemo bela, steklena, prozorna ali odprta škatla.